# Lettische Universität für Biowissenschaften und Technologie

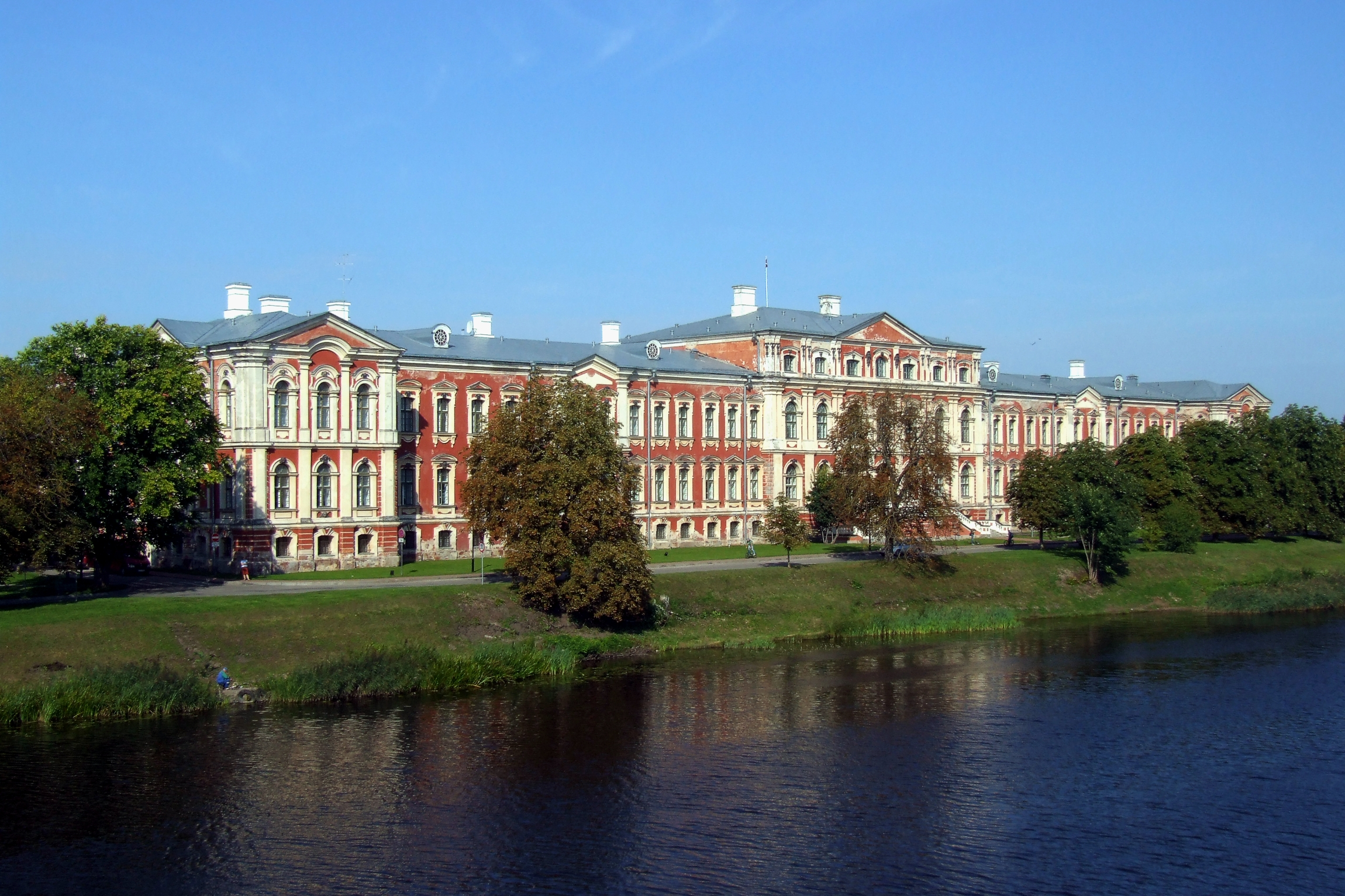
Schloss Jelgava

Die Lettische Universität für Biowissenschaften und Technologie (lettisch: Latvijas Biozinātņu un tehnoloģiju universitāte, kurz LBTU, englisch: Latvia University of Life Sciences and Technologies; bis 2022: Lettische Landwirtschaftliche Universität, lettisch: Latvijas Lauksaimniecības universitāte, kurz LLU) ist eine agrarwissenschaftliche Universität in der lettischen Stadt Jelgava mit 3756 Studenten (Stand 2022).

## Geschichte
Ein Vorläufer der heutigen Universität war die 1863 eingerichtete Abteilung für Landwirtschaft des Rigaer Polytechnikums. Als 1919 aus dem Polytechnikum die Universität Lettlands hervorging, wurde die Abteilung für Landwirtschaft anfangs der Fakultät für Veterinärmedizin zugeordnet, bis sie – dank der wachsenden Bedeutung der agrarwissenschaftlichen Forschung – zu einer selbständigen Fakultät wurde.
1936 beschloss die lettische Regierung, die landwirtschaftliche Fakultät der Universität Lettlands in das Schloss Jelgava zu verlegen und als Landwirtschaftsakademie Jelgava eine selbständige Hochschule zu gründen, mit den beiden Fakultäten Landwirtschaft und Forstwirtschaft. Am 23. Dezember 1938 erließ Staatspräsident Kārlis Ulmanis ihre Statuten; dies gilt als ihr Gründungstag. Im Folgejahr begann dort der Lehrbetrieb.
Im Zweiten Weltkrieg wurde das Schloss Jelgava im Juli 1944 schwer beschädigt, ein Teil brannte aus. Daraufhin wurde die Hochschule nach Riga verlegt und hieß fortan Lettische Akademie für Landwirtschaft. Dem Fortschritt des Wiederaufbaus des Schlosses Jelgava folgend, konnte die Fakultäten der Akademie bis 1964 schrittweise nach Jelgava zurückverlegt werden.
1991 erhielt die Lettische Akademie für Landwirtschaft den Status einer Universität und hieß demgemäß seither Lettische Landwirtschaftliche Universität. Zum 1. September 2022 wurde sie in „Latvijas Biozinātņu un tehnoloģiju universitāti“ umbenannt.
Seit 2024 ist Irina Arhipova Rektorin der Universität, als Nachfolgerin von Irine Pilvere.

## Fakultäten
Die Universität ist in fünf Fakultäten gegliedert:
- Fakultät Landwirtschaft und Lebensmitteltechnologie
- Fakultät für Forstwirtschaft und Umweltwissenschaften
- Fakultät für Veterinärmedizin
- Fakultät für Ingenieurwissenschaften und Informationstechnologie
- Fakultät für Wirtschaftswissenschaften und Gesellschaftliche Entwicklung